# Team Openbare Orde Inlichtingen
Het Team Openbare Orde Inlichtingen (TOOI) is een onderdeel van de Nederlandse politie. TOOI is ontstaan bij de oprichting van de Nationale Politie op 1 januari 2013 (net als het Team Criminele Inlichtingen (TCI) en ID-WIV. Voorheen werden de taken van TOOI, TCI en ID-WIV uitgevoerd door de Regionale Inlichtingendienst (RID). TOOI wint informatie in met het oog op (potentiële) ernstige verstoringen van de openbare orde. Medewerkers van deze afdeling zoeken naar informatie over bewegingen en activiteiten van groepen van personen die mogelijk tot ernstige openbare ordeverstoringen kunnen leiden. Deze informatie wordt opgeslagen in SUMM-it en zijn zogeheten art 9 en 10 Wet Politiegegevens gegevens. De informatie wordt gebruikt om verstoringen van de openbare orde te voorkomen of repressief de orde te herstellen.
Een Team Openbare Orde Inlichtingen vallen onder een Dienst Regionale Informatieorganisatie (DRIO).
In mei 2023 kwam het inwinnen van informatie door de verschillende TOOI's in opspraak. RTL publiceerde daar over en meldde onder andere dat de politie zelf ook weet dat de wettelijk basis ontbreekt.